# Cesare Maccari

Cyceron oskarża Katylinę, 1880, Palazzo Madama, Rzym

Cesare Maccari (ur. 9 maja 1840 w Sienie, zm. 7 sierpnia 1919 w Rzymie) – włoski malarz i rzeźbiarz. Zasłynął jako autor fresków w sali posiedzeń włoskiego senatu.
Uczył się malarstwa w Sienie pod okiem Sarocchiego Tita i Luigiego Muschiniego. Do jego wczesnych dzieł należą freski przedstawiające czterech ewangelistów w prywatnej kaplicy markiza Pieri-Nerli w Quinciano (gmina Siena). Szybko zdobył stypendium podczas studiów w Rzymie, co ułatwiło mu dalszy rozwój kariery. W latach 1870–1873 wykonał cykl polichromii w rzymskim kościele Sudario.
Z największym uznaniem spotkał się, realizując w latach 1882-1888 cykl malowideł nawiązujących do dziejów starożytnego Rzymu, zdobiących ściany siedziby senatu w Palazzo Madama, wśród których wyróżnia się przedstawienie Cycerona oskarżającego Katylinę. W 1890 roku rozpoczął malowanie fresków na kopule loretańskiej bazyliki Santa Casa po uprzednim starciu mocno podniszczonych siedemnastowiecznych malowideł autorstwa Cristofora Roncallego zwanego Pomarancio.
Zmarł w 1919 roku, przez kilka lat walcząc z silnym paraliżem, który uniemożliwił mu dokończenie rozpoczętych fresków w gmachu Pałacu Sprawiedliwości w Rzymie. Został pochowany na tamtejszym cmentarzu Cimitero del Verano.